# Makoto Hasebe
Makoto Hasebe (長谷部誠 Hasebe Makoto?, Fujieda, Shizuoka, 18 de enero de 1984) es un exfutbolista japonés que jugaba como defensa o centrocampista. Fue el capitán de la selección de Japón.

## Trayectoria

### Urawa Red Diamonds
Después de su graduación en la secundaria de Fujieda Higashin 2002, él se unió al Urawa Red Diamonds de la J1 League. En 2003, Hasebe se convirtió en uno de los once titulares del equipo y en esa misma temporada en la cual Hasebe se consagró como titular del equipo, también ganó la Copa de la J. League.
En 2004 recibió el Premio Nuevo Héroe y también fue nominado dentro del Equipo Ideal de la J. League. Él también fue considerado para los hinchas del Urawa como el mejor jugador de esa temporada. En la siguiente temporada ganó la Copa del Emperador con su club, tras ganarle por un marcador de 2 a 1 contra el Shimizu S-Pulse.
En 2006 se coronó por primera vez como campeón de la J. League en 2006 con el Urawa, con una ventaja de cinco puntos sobre el Kawasaki Frontale, debido a que el Urawa tenía 72 puntos y el Kawasaki tenía 67 puntos. En esa temporada fue titular en la mayoría del campeonato, jugando 32 partidos y anotando 2 goles.
En 2007, debido al título obtenido, pudo jugar por primera vez en su vida la Liga de Campeones de la AFC, e incluso más tarde se coronó campeón de este torneo internacional asiático, jugando la mayoría de los partidos de titular, contando con 11 presencias y anotando dos goles.
En octubre de 2007 se reportó que el A. C. Siena, en aquel momento de la Serie A italiana, estaba dispuesto a ficharlo para enero del año entrante.

### VfL Wolfsburgo
Sin embargo, firmó por el VfL Wolfsburgo de la 1. Bundesliga, convirtiéndose en el primer jugador japonés en jugar por el Wolfsburgo.
El 2 de febrero de 2008 hizo su debut contra el Arminia Bielefeld, entrando por el jugador brasileño Josué en el minuto 45' desde la banca, en un partido que terminó 1 a 0 a favor del Wolfsburgo con un gol del también brasileño Grafite en el minuto 27'. El 27 de abril de 2008, convirtió su primer gol por la Bundesliga contra el Bayer Leverkusen en el minuto 43', finalmente ese partido terminó en un empate 2 a 2. Finalmente, jugó todos los partidos desde que llegó, contando con 16 presencias y anotando un gol.
En la siguiente temporada, se consagró futbolísticamente como jugador, coronándose campeón de la Bundesliga, jugando la mayoría de los partidos, contando con 25 presencias, no anotando goles y también Hasebe se convirtió en el segundo jugador japonés en ganar una Bundesliga después de Yasuhiko Okudera, quien lo hizo con el 1. F. C. Colonia en la temporada 1977-78.
También jugó por primera vez en su carrera la Copa de la UEFA, pasando de ronda, pero siendo eliminado por el París Saint Germain, con un 2-0 en la ida y un 3-1 en la vuelta, partido en que convirtió un gol en el minuto 63' contra el equipo francés.
Gracias al título obtenido, pudo jugar por primera vez en su carrera la Liga de Campeones de la UEFA en la temporada 2009-10, pero no pudo pasar de fase, debido a que su equipo terminó tercero con siete puntos bajo el CSKA de Moscú que tenía diez puntos en el segundo lugar, debido a esto el Wolfsburgo clasificó a la ronda de 32 de la Liga Europa de la UEFA, finalmente el equipo terminó en semifinales eliminado por el Fulham inglés, en un resultado global de 3-1.
El 29 de abril de 2010, extendió su contrato con el VfL Wolfsburgo hasta 2012.
Sin embargo, el 2 de septiembre de 2013, fichó por el 1. F. C. Núremberg de la Bundesliga, equipo con el que firmó por tres temporadas.

### Eintracht Fráncfort
El 30 de junio de 2014 firmó como agente libre con el Eintracht Fráncfort, equipo en el que militó durante los últimos diez años de su carrera. En ese periodo de tiempo jugó más de 300 partidos y ayudó al equipo a ganar una Copa de Alemania, además de disputar otras dos finales, y la Liga Europa de la UEFA 2021-22.

## Selección nacional
Hizo su debut con la selección de fútbol de Japón contra la selección de fútbol de los Estados Unidos en el AT&T Park en San Francisco, California. Hasebe ha sido internacional con la selección de fútbol de Japón en 114 ocasiones, y también ha anotado solamente un gol por selección contra selección de fútbol de Hong Kong en el Hong Kong Stadium en la clasificación para la Copa Asiática 2011 el 18 de noviembre de 2009.
El 12 de mayo de 2014 fue incluido por el entrenador Alberto Zaccheroni en la lista final de 23 jugadores que representaron a Japón en la Copa Mundial de Fútbol de 2014 en Brasil.
El 31 de mayo de 2018 el seleccionador Akira Nishino lo incluyó en la lista de 23 para el Mundial.
El 4 de julio de 2018, luego de que la selección de Japón fuese eliminada por Bélgica en los octavos de final de Rusia 2018, anunció su retiro de la selección nacional de Japón.

### Participaciones en Copas del Mundo
| Mundial                        | Sede      | Resultado        | Partidos | Goles |
| ------------------------------ | --------- | ---------------- | -------- | ----- |
| Copa Mundial de Fútbol de 2010 | Sudáfrica | Octavos de final | 4        | 0     |
| Copa Mundial de Fútbol de 2014 | Brasil    | Primera fase     | 3        | 0     |
| Copa Mundial de Fútbol de 2018 | Rusia     | Octavos de final | 4        | 0     |

### Participaciones en Copa FIFA Confederaciones
| Copa                      | Sede   | Resultado      | Partidos | Goles |
| ------------------------- | ------ | -------------- | -------- | ----- |
| Copa Confederaciones 2013 | Brasil | Fase de grupos | 2        | 0     |

### Participaciones en Copa Asiática
| Copa               | Sede      | Resultado        | Partidos | Goles |
| ------------------ | --------- | ---------------- | -------- | ----- |
| Copa Asiática 2011 | Catar     | Campeón          | 6        | 1     |
| Copa Asiática 2015 | Australia | Cuartos de final | 4        | 0     |

## Estadísticas

### Clubes
Actualizado al último partido disputado en su carrera.
| Club                           | Div.          | Temporada     | Liga  | Liga  | Copas nacionales | Copas nacionales | Copas internacionales | Copas internacionales | Total | Total |
| Club                           | Div.          | Temporada     | Part. | Goles | Part.            | Goles            | Part.                 | Goles                 | Part. | Goles |
| ------------------------------ | ------------- | ------------- | ----- | ----- | ---------------- | ---------------- | --------------------- | --------------------- | ----- | ----- |
| Urawa Reds Japón               | 1.ª           | 2002          | 0     | 0     | 1                | 0                | ―                     | ―                     | 1     | 0     |
| Urawa Reds Japón               | 1.ª           | 2003          | 28    | 2     | 10               | 2                | ―                     | ―                     | 38    | 4     |
| Urawa Reds Japón               | 1.ª           | 2004          | 29    | 5     | 12               | 4                | ―                     | ―                     | 41    | 9     |
| Urawa Reds Japón               | 1.ª           | 2005          | 31    | 2     | 14               | 4                | ―                     | ―                     | 45    | 6     |
| Urawa Reds Japón               | 1.ª           | 2006          | 32    | 2     | 11               | 1                | ―                     | ―                     | 43    | 3     |
| Urawa Reds Japón               | 1.ª           | 2007          | 31    | 1     | 3                | 0                | 17                    | 3                     | 54    | 5     |
| Urawa Reds Japón               | Total club    | Total club    | 151   | 12    | 51               | 11               | 17                    | 3                     | 219   | 26    |
| VfL Wolfsburgo · Alemania      | 1.ª           | 2007-08       | 16    | 1     | 1                | 0                | ―                     | ―                     | 17    | 1     |
| VfL Wolfsburgo · Alemania      | 1.ª           | 2008-09       | 25    | 0     | 2                | 0                | 6                     | 1                     | 33    | 1     |
| VfL Wolfsburgo · Alemania      | 1.ª           | 2009-10       | 24    | 1     | 1                | 0                | 8                     | 0                     | 33    | 1     |
| VfL Wolfsburgo · Alemania      | 1.ª           | 2010-11       | 23    | 0     | 1                | 0                | ―                     | ―                     | 24    | 0     |
| VfL Wolfsburgo · Alemania      | 1.ª           | 2011-12       | 23    | 1     | 1                | 0                | ―                     | ―                     | 24    | 1     |
| VfL Wolfsburgo · Alemania      | 1.ª           | 2012-13       | 23    | 2     | 4                | 0                | ―                     | ―                     | 27    | 2     |
| VfL Wolfsburgo · Alemania      | 1.ª           | 2013-14       | 1     | 0     | 0                | 0                | ―                     | ―                     | 1     | 0     |
| VfL Wolfsburgo · Alemania      | Total club    | Total club    | 135   | 5     | 10               | 0                | 14                    | 1                     | 159   | 6     |
| 1. F. C. Núremberg · Alemania  | 1.ª           | 2013-14       | 14    | 0     | ―                | ―                | ―                     | ―                     | 14    | 0     |
| 1. F. C. Núremberg · Alemania  | Total club    | Total club    | 14    | 0     | 0                | 0                | 0                     | 0                     | 14    | 0     |
| Eintracht Fráncfort · Alemania | 1.ª           | 2014-15       | 33    | 0     | 2                | 0                | ―                     | ―                     | 35    | 0     |
| Eintracht Fráncfort · Alemania | 1.ª           | 2015-16       | 34    | 1     | 2                | 0                | ―                     | ―                     | 36    | 1     |
| Eintracht Fráncfort · Alemania | 1.ª           | 2016-17       | 22    | 1     | 3                | 0                | ―                     | ―                     | 25    | 1     |
| Eintracht Fráncfort · Alemania | 1.ª           | 2017-18       | 24    | 0     | 5                | 0                | ―                     | ―                     | 29    | 0     |
| Eintracht Fráncfort · Alemania | 1.ª           | 2018-19       | 28    | 0     | 2                | 0                | 14                    | 0                     | 44    | 0     |
| Eintracht Fráncfort · Alemania | 1.ª           | 2019-20       | 23    | 0     | 3                | 0                | 13                    | 0                     | 39    | 0     |
| Eintracht Fráncfort · Alemania | 1.ª           | 2020-21       | 29    | 0     | 0                | 0                | ―                     | ―                     | 29    | 0     |
| Eintracht Fráncfort · Alemania | 1.ª           | 2021-22       | 18    | 0     | 1                | 0                | 7                     | 0                     | 26    | 0     |
| Eintracht Fráncfort · Alemania | 1.ª           | 2022-23       | 18    | 0     | 5                | 0                | 4                     | 0                     | 27    | 0     |
| Eintracht Fráncfort · Alemania | 1.ª           | 2023-24       | 8     | 0     | 3                | 0                | 3                     | 0                     | 14    | 0     |
| Eintracht Fráncfort · Alemania | Total club    | Total club    | 237   | 2     | 26               | 0                | 41                    | 0                     | 304   | 2     |
| Total carrera                  | Total carrera | Total carrera | 537   | 19    | 87               | 11               | 72                    | 4                     | 696   | 34    |
| 1. 2. 3.                       |               |               |       |       |                  |                  |                       |                       |       |       |

## Palmarés

### Títulos nacionales
| Título             | Club                | País     | Año     |
| ------------------ | ------------------- | -------- | ------- |
| Copa J. League     | Urawa Red Diamonds  | Japón    | 2003    |
| Copa del Emperador | Urawa Red Diamonds  | Japón    | 2005    |
| J1 League          | Urawa Red Diamonds  | Japón    | 2006    |
| Copa del Emperador | Urawa Red Diamonds  | Japón    | 2006    |
| 1. Bundesliga      | VfL Wolfsburgo      | Alemania | 2008-09 |
| Copa de Alemania   | Eintracht Fráncfort | Alemania | 2017-18 |

### Títulos internacionales
| Título                      | Club (*)            | Sede    | Año     |
| --------------------------- | ------------------- | ------- | ------- |
| Liga de Campeones de la AFC | Urawa Red Diamonds  | Japón   | 2007    |
| Copa Asiática               | Selección de Japón  | Catar   | 2011    |
| Liga Europa de la UEFA      | Eintracht Fráncfort | Sevilla | 2021-22 |

(*) Incluyendo la selección.

### Distinciones individuales
| Distinción                              | Año  |
| --------------------------------------- | ---- |
| Premio Nuevo Héroe de la Copa J. League | 2004 |
| Equipo Ideal de la J. League            | 2004 |